# Johan Christopher Hagemann Reinhardt
Pour les articles homonymes, voir Reinhardt et Hagemann.
Johan Christopher Hagemann Reinhardt est un zoologiste danois, né le 23 décembre 1778 à Rendalen en Norvège et mort le 31 octobre 1845.

## Biographie
Son père est prêtre dans la paroisse de Rendalen au moment de sa naissance. Il vient à Copenhague en 1792 où il entre à l’université l’année suivante mais rentre chez lui au bout de deux ans pour étudier les plantes et les animaux. En 1796, il retourne à l’université pour étudier la théologie, mais il renonce à nouveau au profit de l’histoire naturelle. Il devient l’élève de Martin Hendriksen Vahl (1749-1805) qu’il accompagne durant ses voyages. Reinhardt étudier la minéralogie à l’école des mines de Freiberg puis la zoologie et l’anatomie à Göttingen et à Paris.
Il est alors commissionné pour prendre soin des collections nouvellement acquise par la couronne danoise et stocké dans une ferme à Østergade. Grâce à ses maigres émoluments, il décide de rester encore quelques mois à Paris pour y améliorer ses connaissances et suivre notamment les cours de Georges Cuvier (1769-1832). Reinhardt rentre dans son pays à l’automne de 1806 où il commence immédiatement à s’occuper des collections. En 1809, il commence à enseigner au muséum et succède, en 1813, au professeur Jens Rathke (1769-1855) lorsque celui quitte l’université de Copenhague pour celle d’Oslo. En 1814, il se marie avec Margrethe Nicoline Hammeleff (1782-1832), fille du conseiller d’État N. Hammelett. La même année, il est nommé professeur extraordinaire, puis, en 1830, professeur ordinaire. En 1836, il reçoit un titre de docteur honorifique et devient, en 1839, conseiller d’État.